# Graciosa
Graciosa je nejsevernější ostrov v centrální skupině Azorských ostrovů v Atlantském oceánu. Graciose se přezdívá Bílý ostrov (Ilha Branca) podle pojmenování, kterého se tomuto ostrovu dostalo v knize portugalského spisovatele Raula Brandãa "As Ilhas Desconhecidas" ("Neznámé ostrovy") z roku 1926.
Z administrativního hlediska je Graciosa zámořským autonomním územím Portugalska (Região Autónoma dos Açores). Počet obyvatel ostrova v první dekádě 21. století poklesl ze 4 777 (2001) na 4 391 v roce 2011. Správním centrem ostrova je Santa Cruz da Graciosa.
Ostrov Graciosa je od roku 2007 zapsán na seznamu biosférických rezervací UNESCO a je častým cílem vědeckých expedicí, které zde studují zejména problematiku biodiverzity.

## Geografie

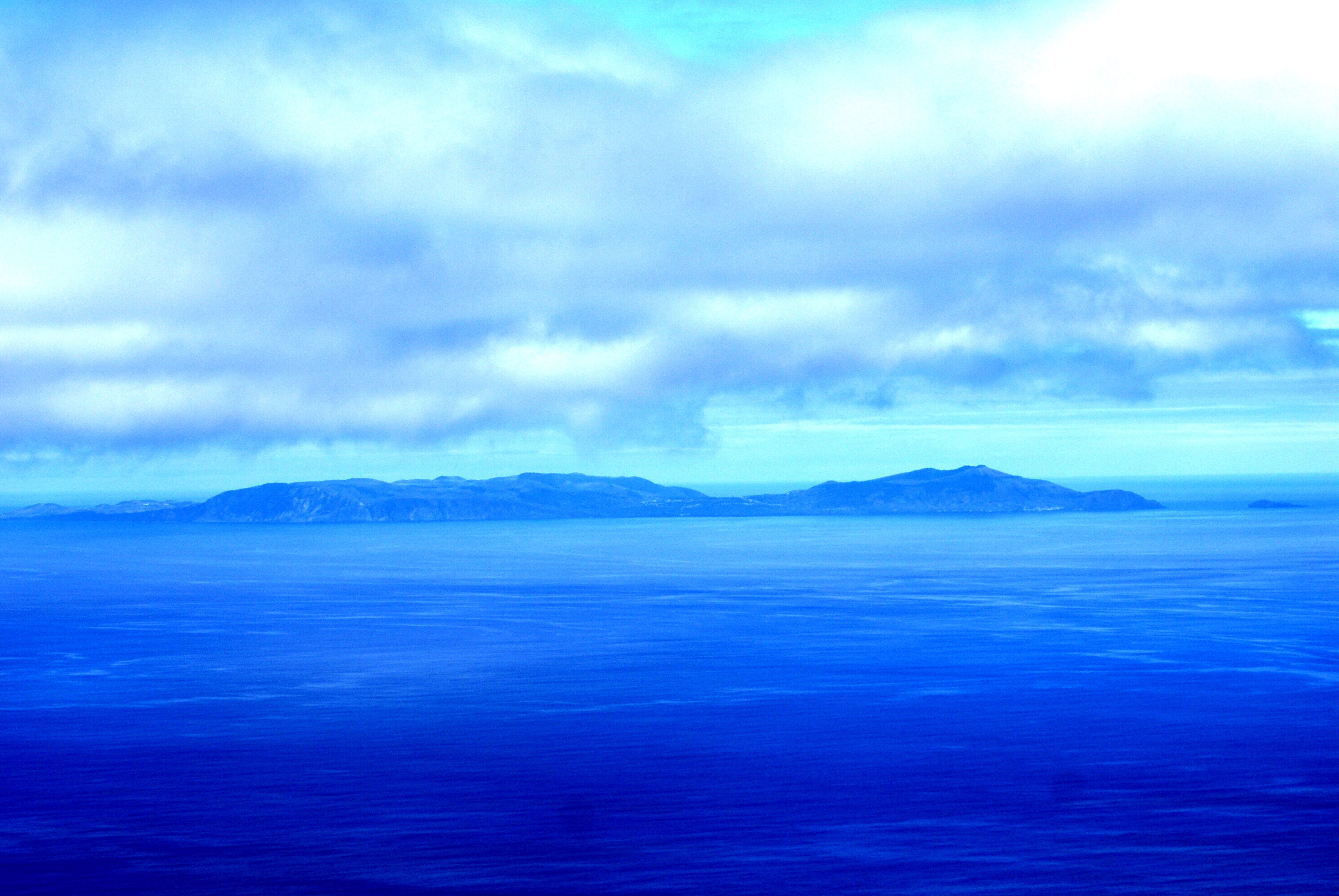
Ostrov Graciosa - pohled z ostrova São Jorge

Graciosa spolu s dalšími ostrovy centrální části Azorského souostroví leží na západním okraji Eurasijské tektonické desky a je spolu s nimi součástí Středoatlantského hřbetu. Nejbližší pevninou je další azorský ostrov Săo Jorge, vzdálený 36,5 km směrem na jih. Vzdálenost Graciosy od Ponta da Serreta na ostrově Terceira, který leží jihovýchodním směrem, činí 56,8 km.

### Geologie
Ostrov Graciosa je sopečného původu. Jedná se o stratovulkán, jehož poslední aktivita je datována kolem roku 1950 př. n. l. Hlavními horninami jsou čedič, dále trachyt a tefrit. V jihovýchodní části ostrova se nachází sopečná kaldera oválného tvaru o rozměrech zhruba 2 x 1,5 km. V této oblasti se vyskytuje několik jeskyní, a to jak při okraji, tak i uprostřed kaldery (např. Furna do Maria Encantada, Furna do Enxofre).

### Klima
Graciosa má nejnižší průměrnou nadmořskou výšku v celém Azorském souostroví - většina jejího území nedosahuje 300 metrů. Tato skutečnost je příčinou nízkého množství srážek. Graciosa je proto nejsušším ostrovem Azor, což v obdobích extrémního sucha vedlo v minulosti až k ohrožení života na ostrově.

## Historie
Nejstarší záznamy o průzkumu ostrova portugalskými mořeplavci a jeho následné kolonizaci jsou z první poloviny 15. století. Stálé osídlení se datuje od 50. let 15. století. Nejstarším sídlem byla obec Carapacho na jihovýchodě ostrova. Postupně byly vybudovány další obce - Luz, Praia, Guadalupe, Santa Cruz da Geaciosa a Vitoria. Základem místní ekonomiky bylo zemědělství a rybolov. V historii ostrova byly zaznamenány některé významné krize. Kromě vpádů pirátů byly způsobeny jednak suchem, přičemž k nejhorší situaci došlo v roce 1844, a jednak četnými zemětřeseními. Při velkém zemětřesení byla 13. července 1730 poničena obec Luz na západním úpatí kaldery, o sto let později, v roce 1837, zemětřesení pobořilo přístav Praia na východním pobřeží. Poslední zemětřesení ve 20. století bylo zaznamenáno v roce 1980 nedaleko obce Carapacha.
V roce 2010 byla na ostrově Graciosa zřízena v souladu se smlouvou OSN o zákazu jaderných zkoušek monitorovací stanice. Tato stanice, jediná svého druhu na území Portugalska, je součástí globální sítě monitorovacích stanic jaderných testů.